# Buča
Buča (bundeva, tikva, lat Cucurbita) su rod iz porodice  Cucurbitaceae (tikvovke). Buče su jednogodišnje biljke, a izvorno dolaze iz Amerike. Danas se uzgajaju kultivirane vrste u toplim područjima svijeta. Koriste se za ljudsku i stočnu hranu.
Plodovi i sjemena nekih vrsta su jestive. Karakteristični proizvod je bučino ulje. 
- Bundeva ili pečenica je tikva koja je teška otprilike 10 kg i više. Kora bundeve je tanka i narančastoružičaste boje. Meso je žuto, debelo, brašnasto i slatko. Sjemenke su duge oko 2 cm.
- Bundeva šećerka je tikva glatke kore i plavkastozelene boje. Duguljasta je pri vrhu, u sredini malo ulegnuta. Meso joj je narančaste boje, ukusno i slatko.
- Patišon tikvica (kremasta vrtna tikvica) kod koje su manji plodovi prikladni za jelo. Boje je bijele do žućkaste. Na trećini ploda, uz peteljku, nalaze se nepravilna izbočenja, a preostali je dio kao i u drugih tikvica.
Po hranidbenoj vrijednosti i dijetetskoj važnosti vodeća je među povrćem. Ima šest puta više pektinskih tvari nego jabuka i cikla, bogata je vitaminom A, sadrži i vitamine C, E i skupinu vitamina B, ima kalijevih soli i željeza. Meso je posebno ugodna slatka okusa, što je osobito izraženo pri pečenju. Priprema se kao varivo, služi za umake, musake, može se kuhati, puniti palačinke i savijače, a od spomenute tikvice proizvode se i sokovi. Stariji se plodovi koriste kao i bundeve za pečenje. Danas se patišon tikvice često koriste u ugostiteljstvu.

## Upotreba u kulinarstvu
Sve navedene vrste tikvica i bundeva mogu se pripremati za jelo, bilo pečene, kuhane ili punjene.

## Vrste
1. Cucurbita andreana Naudin
2. Cucurbita argyrosperma C.Huber
3. Cucurbita cordata S.Watson
4. Cucurbita cylindrata L.H.Bailey
5. Cucurbita digitata A.Gray
6. Cucurbita ecuadorensis Cutler & Whitaker
7. Cucurbita ficifolia Bouché
8. Cucurbita foetidissima Kunth
9. Cucurbita galeottii Cogn.
10. Cucurbita lundelliana L.H.Bailey
11. Cucurbita maxima Duchesne
12. Cucurbita melopepo L.
13. Cucurbita moschata Duchesne
14. Cucurbita okeechobeensis (Small) L.H.Bailey
15. Cucurbita palmata S.Watson
16. Cucurbita pedatifolia L.H.Bailey
17. Cucurbita pepo L.
18. Cucurbita radicans Naudin
19. Cucurbita × scabridifolia L.H.Bailey

## Galerija
- Cucurbita moschata 'Butternut'
- Tikva - Bundeva
- Sazrele sjemenke bundeve
- Buča
- Butternut tikvica
- Tikvica